# Piratosa lawrencei
Piratosa lawrencei är en spindelart som beskrevs av Roewer 1960. Piratosa lawrencei ingår i släktet Piratosa och familjen vargspindlar. Inga underarter finns listade i Catalogue of Life.